# Liste des épisodes de A Certain Magical Index
 (octobre 2019).
Si vous disposez d'ouvrages ou d'articles de référence ou si vous connaissez des sites web de qualité traitant du thème abordé ici, merci de compléter l'article en donnant les références utiles à sa vérifiabilité et en les liant à la section « Notes et références ».
Cet article est un complément de l'article A Certain Magical Index. Il présente la liste des épisodes des anime basés sur la série de light novels A Certain Magical Index.

## A Certain Magical Index

### Saison 1 (2008 - 2009)
| No | Titre français                     | Titre japonais                  | Titre japonais                     | Date de 1re diffusion |
| No | Titre français                     | Kanji                           | Rōmaji                             | Date de 1re diffusion |
| --- | ---------------------------------- | ------------------------------- | ---------------------------------- | --------------------- |
| 01 | Cité Académique                    | 学園都市                        | Gakuen Toshi                       | 4 octobre 2008        |
| Kamijô Tôma étudie au lycée de la Cité Académique. Ici, la science explore l'occulte. Un jour, il rencontre Index, une religieuse qui s'est échappée du monde de la magie. |                                    |                                 |                                    |                       |
| 02 | Innocentius                        | 魔女狩りの王 (イノケンティウス) | Majo-Gari no Ō (Inokentiusu)       | 11 octobre 2008       |
| Tôma découvre Index devant sa chambre, couverte de sang. Soudain, un violent magicien apparaît pour kidnapper la jeune femme, et il ne lésine pas sur les moyens.          |                                    |                                 |                                    |                       |
| 03 | Necessarius                        | 必要悪の教会 (ネセサリウス)     | Hitsuyōaku no Kyōkai (Nesesariusu) | 18 octobre 2008       |
| Tôma part en quête du traitement magique nécessaire à la guérison des blessures d'Index. Peu à peu, Index commence à révéler qui elle est, et pourquoi elle s'est enfuie.  |                                    |                                 |                                    |                       |
| 04 | Mémoire absolue                    | 完全記憶能力                    | Kanzen Kioku Nōryoku               | 25 octobre 2008       |
| Tôma est grièvement blessé par Kaori Kanzaki, une magicienne à la poursuite d'Index. Kaori divulgue un secret bouleversant.                                                |                                    |                                 |                                    |                       |
| 05 | Limite                             | 十二時 (リミット)               | Jūni-ji (Rimitto)                  | 1er novembre 2008     |
| Si la mémoire d'Index n'est pas effacée une fois par an, elle mourra. Tandis que Tôma tente désespérément de la sauver, Stiyl et Kaori débarquent. L'heure tourne...       |                                    |                                 |                                    |                       |
| 06 | Briseur d'illusion                 | 幻想殺し (イマジンブレイカー)   | Gensō-Goroshi (Imajin Bureikā)     | 8 novembre 2008       |
| Tôma décortique le fonctionnement de la mémoire d'Index. Mais est-ce que sa main droite peut arrêter les pilleurs de grimoires, et détruire le sanctuaire Saint-Georges ?  |                                    |                                 |                                    |                       |
| 07 | Culte de la science                | 三沢塾 (かがくすうはい)         | Misawa-juku (Kagaku Sūhai)         | 15 novembre 2008      |
| Tôma rencontre une fille en tenue de miko... qui disparaît avec un homme portant un costume. Stiyl demande à Tôma de sauver Deep Blood, tueuse de vampires renommée.       |                                    |                                 |                                    |                       |
| 08 | Ars Magna                          | 黄金練成 (アルス＝マグナ)       | Ōgon Rensei (Arusu Maguna)         | 22 novembre 2008      |
| Tôma et Stiyl s'attaquent à la barrière magique qui entoure l'école. Les élèves commencent à leur lancer un sort.                                                          |                                    |                                 |                                    |                       |
| 09 | Deep Blood                         | 吸血殺し (ディープブラッド)     | Kyūketsu-Goroshi (Dīpu Buraddo)    | 29 novembre 2008      |
| Aureolus Ezzard a capturé Index et déchaîne sa colère sur Tôma, Stiyl et Aisa en utilisant Ars Magna, une alchimie qui transforme les mots en réalité.                     |                                    |                                 |                                    |                       |
| 10 | Mikoto Misaka                      | お姉様 (みさかみこと            | Onee-sama (Misaka Mikoto)          | 6 décembre 2008       |
| En rentrant de l'école, Tôma rencontre Misaka, la sœur cadette de Mikoto, qui a vite fait de l'escamoter. Puis, il tombe encore sur Misaka. Étrange...                     |                                    |                                 |                                    |                       |
| 11 | Sisters                            | 妹達 (シスターズ)               | Imōtotachi (Shisutāzu)             | 13 décembre 2008      |
| Tôma trouve un cadavre. Mais le corps et les taches de sang disparaissent. Il voit ensuite Misaka transporter une housse mortuaire, avec une foule de ses sœurs.           |                                    |                                 |                                    |                       |
| 12 | Niveau 6                           | 絶対能力 (レベル6)              | Zettai Nōryoku (Reberu 6)          | 20 décembre 2008      |
| Mikoto se retrouve en situation délicate. Elle se reproche d'avoir précédemment offert sa carte d'ADN à des fins de recherche. Tôma lui met des bâtons dans les roues.     |                                    |                                 |                                    |                       |
| 13 | Accelerator                        | 一方通行 (アクセラレータ)       | Ippōtsūkō (Akuserarēta)            | 27 décembre 2008      |
| Alors que Mikoto se prépare à se sacrifier pour sauver ses sœurs, Tôma lui demande où se trouve Accelerator. Pendant ce temps, Accelerator s’apprête à affronter Misaka.   |                                    |                                 |                                    |                       |
| 14 | Le faible contre le fort           | 最強 VS 最弱                    | Saikyō vs Saijaku                  | 8 janvier 2009        |
| Tôma reste sur la défensive alors qu'il combat le tout puissant Accelerator. Mikoto met au point une stratégie pour arrêter Accelerator, et réveille Misaka, blessée.      |                                    |                                 |                                    |                       |
| 15 | Chute de l'Ange                    | 御使堕し (エンゼルフォール)     | Otsukai Oroshi (Enzeru Fōru        | 15 janvier 2009       |
| Tôma est provisoirement chassé de la Cité Académique. Visages et personnalités s'interchangent. Une religieuse en pèlerine rouge apparaît devant Tôma.                     |                                    |                                 |                                    |                       |
| 16 | Tôya Kamijô                        | 父親 (かみじょうとうや)         | Chichioya (Kamijō Tōya)            | 22 janvier 2009       |
| Misha est au Japon pour trouver l'origine d'un sort. Tôma, Kanzaki et Tsuchimikado décident de l'accompagner dans sa quête.                                                |                                    |                                 |                                    |                       |
| 17 | Le pouvoir de Dieu                 | 大天使 (かみのちから)           | Daitenshi (Kami no Chikara)        | 29 janvier 2009       |
| Tôma demande des comptes à Toya, qui commence à parler de son passé. Misha apparaît, et attaque. Kaori intervient, et fait des révélations choquantes sur Misha.           |                                    |                                 |                                    |                       |
| 18 | La Réplique                        | 偽者 (レプリカ)                 | Nisemono (Repurika)                | 5 février 2009        |
| Un garçon nommé Unabara harcèle Mikoto, qui prétend être la petite amie de Tôma. Mais les Unabara se multiplient. L'un suit Mikoto.                                        |                                    |                                 |                                    |                       |
| 19 | Last Order                         | 打ち止め (ラストオーダー)       | Uchidome (Rasuto Ōdā)              | 12 février 2009       |
| Lors d'un dîner, Accelerator se fait importuner par Last Order, clone espiègle de Misaka, puis il repère Ao Amai du Radio Noise Project qui a donné vie aux Sisters.       |                                    |                                 |                                    |                       |
| 20 | Virus Code                         | 最終信号 (ウィルスコード)       | Saishū Shingō (Wirusu Kōdo)        | 19 février 2009       |
| Accelerator capture Amai dans un centre de recherche, et récupère Last Order, mais le virus que celle-ci contient s'active plus tôt que prévu.                             |                                    |                                 |                                    |                       |
| 21 | Counter Stop                       | 正体不明 (カウンターストップ)   | Shōtai Fumei (Kauntā Sutoppu)      | 26 février 2009       |
| Aisa Himegami est transférée dans la classe de Tôma. Index se lie d'amitié avec la timide Hyōka Kazakiri. Un magicien s'est infiltré dans la Cité Académique.              |                                    |                                 |                                    |                       |
| 22 | Golem                              | 石像 (ゴーレム)                 | Sekizō (Gōremu)                    | 5 mars 2009           |
| Lors de l'évacuation d'un centre commercial, Tôma, Index et Hyōka remarquent un œil, sur le mur. Mikoto et Index se querellent au sujet de Tôma.                           |                                    |                                 |                                    |                       |
| 23 | Amis                               | 風斬氷華 (トモダチ)             | Kazakiri Hyōka (Tomodachi)         | 12 mars 2009          |
| Hyōka se retrouve face au golem libéré par Sherry Cromwell. Tôma essaie de le vaincre, mais Sherry déjoue son plan. Mais que font donc Index et Mikoto ?                   |                                    |                                 |                                    |                       |
| 24 | District imaginaire. Cinq éléments | 虚数学区・五行機関              | Kyosū Gakku · Gogyō Kikan          | 19 mars 2009          |
| Sherry s'intéresse maintenant à Index. Tôma affronte Sherry dans le métro. Pendant ce temps, l'énorme poing du golem se referme sur Index, acculée...                      |                                    |                                 |                                    |                       |

### Saison 3 (2018 - 2019)
| No | Titre français                       | Titre japonais       | Titre japonais        | Date de 1re diffusion |
| No | Titre français                       | Kanji                | Rōmaji                | Date de 1re diffusion |
| --- | ------------------------------------ | -------------------- | --------------------- | --------------------- |
| 01 | En crise                             | 混乱                 | Konran                | 5 octobre 2018        |
| Si la Cité académique ne semble pas en ébullition après les événements du 30 septembre, la crise est bien plus profonde qu'on ne le croit : preuve en est, un membre du Comité de direction de la Cité académique apostrophe Tôma concernant le conflit larvé entre la Cité et l'Église romaine. |                                      |                      |                       |                       |
| 02 | Le Siège à la droite de Dieu         | 神の右の席           | Kami no migi no seki  | 12 octobre 2018       |
| Le feu membre du Comité croit en la force de la main droite de Tôma pour apaiser le conflit. Ce dernier est alors projeté au cœur des manifestations françaises accompagné de Tsuchimikado et Itsuwa, à la recherche d'une relique de l'Église romaine, l'archive C. |                                      |                      |                       |                       |
| 03 | L'archive C                          | アーカイブC          | Ākaibu C              | 19 octobre 2018       |
| En plein conflit à Avignon, Tôma et Itsuwa affrontent Terra, un membre du Siège à la droite de Dieu. Ce dernier semble connaître ce qui se cache derrière le mystérieux Imagine Breaker de Tôma… |                                      |                      |                       |                       |
| 04 | La face sombre de la Cité            | 街のダークサイド     | Machi no dākusaido    | 26 octobre 2019       |
| Group est chargé de veiller sur les arrières de la Cité académique en empêchant les agissements, dans l'ombre, de plus petites organisations. L'une d'entre elles, menée par un Niveau 5, semble déterminée à semer le chaos. |                                      |                      |                       |                       |
| 05 | Dark Matter                          | ダークマター         | Dākumatā              | 2 novembre 2018       |
| Le groupe Block prépare une opération armée d'envergure que Group tente d'interrompre. Musujime se retrouve au milieu et la cible d'un conflit où d'autres entités, comme School ou Member, viennent se mêler. |                                      |                      |                       |                       |
| 06 | Les espers                           | エスパー             | Esupā                 | 9 novembre 2018       |
| Teikoku Takine, déterminé à en découdre avec Aleister, décide d'attaquer le groupe Item pourtant composé d'espers de haut niveau. Un de ses membres, Hamazura, Niveau 0, essaie tant bien que mal de venir en aide à sa partenaire Takitsubo convoitée pour son pouvoir. |                                      |                      |                       |                       |
| 07 | Le troisième niveau                  | 第3レベル            | Dai 3 reberu          | 16 novembre 2018      |
| À la suite de l'opération sur Avignon, retour à une vie quotidienne pour Tôma : mission commando pour se nourrir le midi, essayer de motiver Index à faire le ménage… mais c'était sans compter le squat d'Itsuwa qui affirme devoir assurer la protection de Tôma à cause de la menace du Siège à la droite de Dieu. |                                      |                      |                       |                       |
| 08 | Le Briseur de saint                  | 聖者のブレイカー     | seija no bureikā      | 23 novembre 2018      |
| À la suite du combat contre Acqua ayant grièvement blessé Tôma, Itsuwa est déterminée à en découdre avec le membre du Siège qui a le pouvoir de Tôma dans le collimateur. |                                      |                      |                       |                       |
| 09 | Le culte de la Vierge                | 処女の崇拝           | Shojo no sūhai        | 30 novembre 2018      |
| L'Église chrétienne d'Amakusa tente tant bien que mal de lutter contre le puissant saint qu'est Acqua de l'Arrière. C'est donc Kanzaki qui va lui faire face à puissance égale. Mais devant l'écart de force, cette dernière cherche à déceler la source du pouvoir exubérant de ce membre du Siège… |                                      |                      |                       |                       |
| 10 | Sky Bus 365                          | スカイバス365        | Sukai basu 365        | 7 décembre 2018       |
| À la suite de la confrontation entre le Pape et Fiamma, l'Église romaine parvient à augmenter les tensions entre la France et le Royaume-Uni, causant un incident majeur dans le tunnel sous la Manche. C'est dans ce contexte qu'Index, accompagnée de Tôma, est convoquée en Angleterre. Mais c'était sans compter les incidents pour arriver à destination…                                                                |                                      |                      |                       |                       |
| 11 | Le labyrinthe anglais                | 英国の迷宮           | Igirisu no meikyū     | 14 décembre 2018      |
| À la suite des péripéties du Sky Bus, Tôma et Index arrivent finalement en Angleterre rencontrer la reine qui les a convoqués. Si le conflit avec la France a toute son importance, l'arrivée de nouveaux terroristes connus sous le nom de Nouvelle Lumière met le doute sur les jeux d'influence entre la Cité et les différentes églises.                                                                                  |                                      |                      |                       |                       |
| 12 | Le mercenaire                        | 傭兵                 | yōhei                 | 21 décembre 2018      |
| Même si Nouvelle Lumière a été neutralisée, l'objectif a été accompli : Curtana Original est entre les mains de la deuxième princesse Carissa, qui enclenche dans le pays tout entier un putsch sans précédent avec l'aide des chevaliers. Tandis que Tôma va tenter de rejoindre Index, chaque membre de la famille royale cherche à s'enfuir du joug de Carissa décidée à faire de l'Angleterre une puissance indépendante. |                                      |                      |                       |                       |
| 13 | Curtana Original                     | オリジナルのクルタナ | Orijinaru no kurutana | 28 décembre 2018      |
| Le coup d'État se poursuit, mais est mis à mal par Acqua de l'Arrière, alias William Orwell, venu maintenir le Royaume-Uni en ordre. Ce dernier affronte le Maître Chevalier, qui a eu pour ordre de neutraliser chaque membre de la famille royale. Tôma s'empresse de rejoindre tout ce beau monde à Folkestone afin de retrouver Index, après s'être échappé du train en compagnie d'une membre de Nouvelle Lumière.       |                                      |                      |                       |                       |
| 14 | Les héros                            | ヒーローズ           | Hīrōzu                | 4 janvier 2019        |
| De nouveau au palais de Buckingham, Carissa se prépare à affronter la crème des mages déterminés à mettre fin à son coup d'État. Mais quel est donc l'objectif de cette deuxième princesse ? Comment Elizard, la reine actuelle, compte-t-elle riposter ? |                                      |                      |                       |                       |
| 15 | Spark Signal                         | スパーク信号         | supāku shingō         | 18 janvier 2019       |
| Le conflit en Angleterre achevé, retour à la Cité académique auprès des membres de Group. Accelerator a pour mission de démanteler un nouveau groupe émergent nommé Spark Signal. |                                      |                      |                       |                       |
| 16 | Le Comité de direction               | 運営委員会           | Un'ei iinkai          | 25 janvier 2019       |
| Spark Signal s'attaque à un immeuble de salons privés où se trouvait Takitsubo, au grand dam de Hamazura qui va mettre tout en œuvre pour la sauver. En parallèle, Accelerator poursuit sa mission au sein de Group et comprend rapidement qu'un des membres du Comité est derrière tout ça… |                                      |                      |                       |                       |
| 17 | Dragon                               | ドラゴン             | doragon               | 1er janvier 2019      |
| Tandis que chaque membre de Group essaie d'affronter les troupes de Shiokishi, Hamazura, malgré son absence de pouvoir, tente le tout pour le tout pour s'échapper avec Takitsubo. C'est au milieu de ce conflit qu'Accelerator cherche à savoir ce qui se cache derrière Dragon… |                                      |                      |                       |                       |
| 18 | L'Alliance des Nations Indépendantes | 独立国家同盟         | Dokuritsu kokka dōmei | 8 février 2019        |
| À la suite de sa rencontre avec Aiwass, Accelerator se rend en Russie dans un contexte où le président de ce même pays a déclaré la guerre à la Cité académique. En parallèle, Tôma se rend également en Russie pour rattraper Fiamma de la Droite, qui a clairement montré posséder un dispositif influant sur l'état d'Index.                                                                                               |                                      |                      |                       |                       |
| 19 | Misaka Worst                         | 御坂最悪             | Misaka saiaku         | 15 février 2019       |
| En plein conflit russe, Vento se dresse contre Fiamma sous les yeux de Tôma déterminé à sauver Index. En parallèle, non loin de là, Accelerator essaie de trouver un sens à la Loi évoquée par Aiwass. Mais le voilà face à face avec ses démons du passé. |                                      |                      |                       |                       |
| 20 | Une raison de protéger               | 保護する理由         | Hogo suru riyū        | 22 février 2019       |
| Tandis que Hamazura aide les villageois à se défendre face aux Privateer, Accelerator ne sait plus quel rôle avoir auprès des clones de Misaka. Tôma part à la poursuite de Fiamma, mais sa route va croiser celle de quelqu'un d'autre… |                                      |                      |                       |                       |
| 21 | Bethléem                             | ベツレヘム           | Betsurehemu           | 1er mars 2019         |
| La guerre contre la Cité académique continue de faire rage. Tôma et Lessar cherchent à rejoindre la cachette de Fiamma, Hamazura cherche à gagner l'Alliance des Nations, mais son chemin va croiser celui d'Accelerator. |                                      |                      |                       |                       |
| 22 | Gabriel                              | ガブリエル           | Gaburieru             | 8 mars 2019           |
| Fiamma est arrivé à ses fins et a fait apparaître l'archange Gabriel. Carissa et la sainte tout droit venue de Versailles tentent de l'affronter tant bien que mal, tandis que la menace nucléaire russe commence à gronder. |                                      |                      |                       |                       |
| 23 | Fuse Kazakiri                        | 布施かざりり         | Fuse kazariri         | 15 mars 2019          |
| Hyôka Kazakiri apparaît pour s'opposer à l'archange Gabriel aux côtés d'Accelerator. De même, Acqua semble vouloir tenter le tout pour le tout pour neutraliser l'archange. Quant à Fiamma, le principal instigateur, il est déterminé à s'emparer du pouvoir de la main droite de Tôma. |                                      |                      |                       |                       |
| 24 | Index                                | 索引                 | Sakuin                | 22 mars 2019          |
| Hamazura va vite se retrouver face à ses vieux démons alors que le conflit continue de faire rage. Tôma, lui, est toujours armé de son Imagine Breaker, et se retrouve enfin face à face avec Fiamma, qui lui est déterminé à récupérer le pouvoir du bras droit du Niveau 0. Mais Tôma reste interloqué par toutes les machinations mises en œuvre par Fiamma pour arriver à ses fins…                                       |                                      |                      |                       |                       |
| 25 | Ailes                                | 翼                   | Tsubasa               | 29 mars 2019          |
| Tôma est maintenant certain que l'objectif de Fiamma est biaisé et qu'il repose sur le pari de la guerre mondiale. Celle-ci n'ayant plus de sens, les opposants vont vite saisir que la cible à abattre est l'étoile de Bethléem. Accelerator, de son côté, cherche à résoudre le problème posé par Aiwass pour sauver Last Order.                                                                                            |                                      |                      |                       |                       |
| 26 | L'enfant de Dieu                     | 神の子               | Kami no ko            | 5 avril 2019          |
| Accelerator comprend de mieux en mieux son rôle et son lien avec Last Order. Cela lui donnera-t-il la force d'abattre l'étoile de Bethléem ? Tôma, quant à lui, semble avoir le dessus sur Fiamma. Quelle sera la conclusion de ce conflit mondial ? |                                      |                      |                       |                       |

### Épisodes spéciaux
| No | Titre anglais                 | Titre japonais                | Titre japonais               | Date de 1re diffusion |
| No | Titre anglais                 | Kanji                         | Rōmaji                       | Date de 1re diffusion |
| -- | ----------------------------- | ----------------------------- | ---------------------------- | --------------------- |
| 01 | A Certain Magical Index-tan   | とある魔術のいんでっくすたん  | Toaru Majutsu no Index-tan   | 23 janvier 2009       |
| 02 | A Certain Magical Index-tan 2 | とある魔術のいんでっくすたん2 | Toaru Majutsu no Index-tan 2 | 26 juin 2009          |
| 03 | A Certain Magical Index-tan 3 | とある魔術のいんでっくすたん3 | Toaru Majutsu no Index-tan 3 | 26 janvier 2011       |
| 04 | A Certain Magical Index-tan 4 | とある魔術のいんでっくすたん4 | Toaru Majutsu no Index-tan 4 | 22 juin 2011          |
| 06 | A Certain Magical Index-tan 6 | とある魔術のいんでっくすたん6 | Toaru Majutsu no Index-tan 6 | 26 décembre 2018      |
| 07 | A Certain Magical Index-tan 7 | とある魔術のいんでっくすたん7 | Toaru Majutsu no Index-tan 7 | 30 avril 2019         |

## A Certain Scientific Railgun

### Saison 1 (2009 - 2010)
| No | Titre français                                              | Titre japonais                                                                                     | Titre japonais | Date de 1re diffusion |
| No | Titre français                                              | Kanji                                                                                              | Rōmaji | Date de 1re diffusion |
| --- | ----------------------------------------------------------- | -------------------------------------------------------------------------------------------------- | --- | --------------------- |
| 01 | Electromaster                                               | 電撃使い（エレクトロマスター）                                                                     | Erekutoromasutā | 2 octobre 2009        |
| À la Cité Académique, un campus pour les enfants dotés de talents surnaturels, Mikoto fait forte impression sur un comité d'école lorsqu'elle déjoue un braquage.          |                                                             | | |                       |
| 02 | Quand on travaille sous le soleil, s'hydrater est important | 炎天下の作業には水分補給が必須ですのよ                                                             | Entenka no Sagyō ni wa Suibun Hokyū ga Hissu desu no yo                                                                | 9 octobre 2009        |
| Lorsque Mikoto se fait des amies dans son nouvel établissement, Kuroko, qui s'est entichée d'elle, devient jalouse.                                                        |                                                             | | |                       |
| 03 | Tokiwadai devient une cible                                 | ねらわれた常磐台                                                                                   | Nerawareta Tokiwadai                                                                                                   | 16 octobre 2009       |
| Trempée lors d'une sortie, Ruiko emprunte un uniforme de Tokiwadai et devient la cible de mystérieuses agressions au taser dirigées contre les élèves de cette école.      |                                                             | | |                       |
| 04 | Légendes urbaines                                           | 都市伝説                                                                                           | Toshi Densetsu | 23 octobre 2009       |
| À la suite d'une discussion sur les légendes urbaines avec ses amies, Mikoto découvre que plusieurs histoires sont avérées et que son ami Tōma est directement concerné.   |                                                             | | |                       |
| 05 | Entraînement avec les nouvelles recrues                     | とある二人の新人研修                                                                               | Toaru Futari no Shinjin Kenshū                                                                                         | 30 octobre 2009       |
| Entraînée par la fougueuse Kuroko dans une tentative pour arrêter des voleurs de voiture, Kazari est blessée. Kuroko se souvient alors d'une promesse qu'elle a faite.     |                                                             | | |                       |
| 06 | Sauter sur l'occasion                                       | こういうことにはみんな積極的なんですよ                                                             | Kō Iu Koto ni wa Minna Sekkyokuteki Nan desu yo                                                                        | 6 novembre 2009       |
| Les membres de Judgment traquent un esper renégat capable de faire exploser l'aluminium. Mikoto saute un peu trop vite sur l'occasion de travailler avec eux.              |                                                             | | |                       |
| 07 | Talents et pouvoirs                                         | 能力とちから                                                                                       | Nōryoku to Chikara | 13 novembre 2009      |
| Tandis que l'attaque de gravitation se poursuit, Kuroko et Mii découvrent que la véritable cible est les membres de Judgment et que Kazari est la prochaine sur la liste.  |                                                             | | |                       |
| 08 | L'amplificateur de niveau                                   | 幻想御手（レベルアッパー）                                                                         | Reberu Appā | 20 novembre 2009      |
| Lorsque tout porte à croire que le mythique Level Upper existe bel et bien, Mikoto tente de découvrir la vérité et déclenche une succession d'évènements détonants.        |                                                             | | |                       |
| 09 | Rapport de la majorité                                      | マジョリティ・リポート                                                                             | Majoriti Ripōto | 27 novembre 2009      |
| Bloquée au niveau 0 des espers, Ruiko accède au Level Upper en secret et se fait fort d'arrêter une attaque grâce à lui, mais Kuroko intervient pour empêcher un désastre. |                                                             | | |                       |
| 10 | Majorité silencieuse                                        | サイレント・マジョリティ                                                                           | Sairento Majoriti | 4 décembre 2009       |
| Pendant que Kuroko traque d'autres élèves en proie aux mêmes tentations que Ruiko, celle-ci parvient à utiliser le Level Upper, avec des conséquences dramatiques.         |                                                             | | |                       |
| 11 | Docteur Kiyama                                              | 木山せんせい                                                                                       | Dr Kiyama | 11 décembre 2009      |
| Alors qu'elle combat Harumi, la créatrice du réseau Level Upper, Mikoto a des visions qui font la lumière sur les motivations de la jeune femme.                           |                                                             | | |                       |
| 12 | Une flambée d'ÉDI                                           | AIM バースト                                                                                       | AIM Bāsuto | 18 décembre 2009      |
| Les tentatives de Mikoto pour arrêter le monstre surgi de la tête d'Harumi ne font que le renforcer. Incontrôlable, le réseau Level Upper torture ses utilisateurs.        |                                                             | | |                       |
| 13 | Bikini vs maillot une pièce                                 | ビキニは目線が上下に分かれますけどワンピースは身体のラインが出ますから細い方しか似合わないんですよ | Bikini wa Mesen ga Jōge ni Wakaremasu kedo Wanpīsu wa Karada no Rain ga Demasu kara Hosoi Kata Shika Niawanain desu yo | 25 décembre 2009      |
| Kinuho, Maaya, Mikoto et plusieurs étudiantes posent dans un studio photo en maillots de bain. Mais le générateur de décors holographiques a un dysfonctionnement.         |                                                             | | |                       |
| 14 | Atelier spécial                                             | 特別講習                                                                                           | Tokubetsu Kōshū | 8 janvier 2010        |
| Ruiko entame une nouvelle classe destinée à apprendre aux anciens utilisateurs de Level Upper comment atteindre leur potentiel dans la vie réelle.                         |                                                             | | |                       |
| 15 | Les Skill-Out                                               | スキルアウト                                                                                       | Sukiru Auto | 15 janvier 2010       |
| Quand un gang anti-esper appelé Big Spider attaque Mitsuko, Mikoto et Kuroko se lancent à leur poursuite et tentent de découvrir qui est l'homme venu en aide à leur amie. |                                                             | | |                       |
| 16 | Cité académique                                             | 学園都市                                                                                           | Gakuen Toshi | 22 janvier 2010       |
| À la suite de l'attaque de Big Spider, Anti-Skill se met en campagne contre des gangs similaires et Mii fait des révélations concernant l'étrange Kurozuma.                |                                                             | | |                       |
| 17 | Les vacances d'été de Tsuzuri                               | 夏休みのつづり                                                                                     | Natsuyasumi no Tsuzuri                                                                                                 | 29 janvier 2010       |
| Mal à l'aise dans son rôle de surveillante, Tsuzuri rencontre un garçon du nom de Kounoe et chacun trouve en l'autre une source d'inspiration inattendue.                  |                                                             | | |                       |
| 18 | Le parc Asunaro                                             | あすなろ園                                                                                         | Asunaroen | 5 février 2010        |
| Kuroko et Mikoto suivent la surveillante principale lors de son jour de congé. Mais au lieu de détails croustillants, elles la découvrent sous un jour inattendu.          |                                                             | | |                       |
| 19 | Festival d'été                                              | 盛夏祭                                                                                             | Seikasai | 12 février 2010       |
| Ruiko et Kazari sont invitées au Festival de l'été par Mikoto, mais le concert de violon que cette dernière doit donner la rend soucieuse.                                 |                                                             | | |                       |
| 20 | Poltergeist                                                 | 乱雑開放（ポルターガイスト）                                                                       | Porutāgaisuto | 19 février 2010       |
| Kazari accueille une nouvelle colocataire, Erii, tandis que le campus est secoué par l'activité sismique d'un Poltergeist mystérieux et potentiellement dangereux.         |                                                             | | |                       |
| 21 | Des voix                                                    | 声                                                                                                 | Koe | 26 février 2010       |
| Le Poltergeist continue à se manifester. Mikoto et Kuroko soupçonnent Erii, mais les transes de la nouvelle élève sont liées à sa relation avec une amie perdue.           |                                                             | | |                       |
| 22 | Niveau 6 – Des pouvoirs divins pour des corps de mortels    | レベル6（神ならぬ身にて天上の意志に辿り着くもの）                                                  | Reberu Shikkusu (Kami Naranu Mi ni te Tenjō no Ishi ni Tadoritsuku Mono)                                               | 5 mars 2010           |
| Heaven Canceller se décide à relâcher Harumi afin d'arrêter le Poltergeist qui menace à présent l'existence même de la Cité Académique.                                    |                                                             | | |                       |
| 23 | Que vois-tu autour de toi ?                                 | いま、あなたの目には何が見えてますか？                                                             | Ima, Anata no Me ni wa Nani ga Mietemasu ka?                                                                           | 12 mars 2010          |
| La véritable identité de Therestina est enfin révélée. Mitsuko empêche Mikoto de la combattre seule et ensemble, elles vont tenter de sauver les prisonniers.              |                                                             | | |                       |
| 24 | Mes chers amis                                              | | Dear my Friends | 19 mars 2010          |
| Les espers déjouent une embuscade et s'efforcent d'arrêter Therestina avant qu'elle ne parvienne à faire passer Erii au niveau 6 et à détruire la Cité Académique.         |                                                             | | |                       |
| OAV |                                                             | 御坂さんはいま注目の的ですから                                                                     | Misaka-san wa Ima Chūmoku no Mato desukara                                                                             | 29 octobre 2010       |

### Saison 2:A Certain Scientific Railgun S(2013)
| No | Titre français | Titre japonais                                                                                    | Titre japonais | Date de 1re diffusion |
| No | Titre français | Kanji                                                                                             | Rōmaji | Date de 1re diffusion |
| --- | --- | ------------------------------------------------------------------------------------------------- | --- | --------------------- |
| 01 | Railgun | 超電磁砲(レールガン)                                                                              | Rērugan | 12 avril 2013         |
| Mikoto et sa bande rendent visite à Banri à l'hôpital, mais un criminel prend Erii en otage et un violent combat se livre sur le toit.                                     | |                                                                                                   | |                       |
| 02 | Des enveloppes mystérieuses | 寿命中断 (クリティカル)                                                                           | Kuritikaru | 19 avril 2013         |
| Mikoto enquête sur l'apparition de mystérieuses enveloppes remplies d'argent liquide qui semblent impliquer une étudiante affirmant qu'elle peut tuer d'un simple contact. | |                                                                                                   | |                       |
| 03 | Projet Clones | 超電磁砲量産計画 (レディオノイズけいかく)                                                         | Redio Noizu Keikaku | 26 avril 2013         |
| En exploitant un indice trouvé lors de sa précédente enquête, Mikoto découvre que l'ADN dont elle a fait don a servi à créer des clones, les "Sisters".                    | |                                                                                                   | |                       |
| 04 | Sisters | 妹達 (シスターズ)                                                                                 | Shisutāzu | 3 mai 2013            |
| Une fois la rumeur autour de ses clones dissipée, Mikoto s'offre une séance shopping avec Kazari et Erii mais aperçoit bientôt un visage familier...                       | |                                                                                                   | |                       |
| 05 | Passage au niveau 6 | 絶対能力進化計画 (レベル6 シフト けいかく)                                                        | Reberu Shikkusu Shifuto Keikaku | 10 mai 2013           |
| Mikoto apprend que Misaka 9982 est l'une des 20 000 Sisters, lesquelles sont destinées à servir de chair à canon contre Accelerator, le plus puissant des espers niveau 5. | |                                                                                                   | |                       |
| 06 | Je... les vois toutes | あたし・・・みんなのこと見えているから                                                            | Atashi... Minna no Koto Miete Irukara                                                                                              | 17 mai 2013           |
| Après une lutte féroce contre un Accelerator sans pitié, Mikoto décide de détruire l'ensemble des bâtiments liés au projet Sisters sans en souffler mot à son entourage.   | |                                                                                                   | |                       |
| 07 | Je... souhaiterais t'aider, Grande sœur | お姉さまの力になりたいですの                                                                      | Onee-sama no Chikara ni Naritai desu no                                                                                            | 24 mai 2013           |
| La bande de Mikoto s'inquiète de la vie nocturne agitée de leur amie, ignorant qu'elle est sur le point de mettre un terme définitif au Projet clones.                     | |                                                                                                   | |                       |
| 08 | L'ITEM | ITEM (アイテム)                                                                                   | Aitemu | 31 mai 2013           |
| Knockraven, le responsable du Projet clones, envoie une équipe de mercenaires pour arrêter Mikoto. Celle-ci se retrouve face à la dangereuse Frenda.                       | |                                                                                                   | |                       |
| 09 | Le traqueur d'AIM | 能力追迹 (AIMストーカー)                                                                          | Eiaiemu Sutōkā | 7 juin 2013           |
| Affaiblie par son affrontement avec Frenda et les autres mercenaires d'ITEM, Mikoto ne peut venir en aide à Shinobu lorsque celle-ci est kidnappée.                        | |                                                                                                   | |                       |
| 10 | Meltdowner | 原子崩し (メルトダウナー)                                                                         | Merutodaunā | 14 juin 2013          |
| Mikoto parvient à triompher de la dernière mercenaire d'ITEM après une âpre bataille et pénètre dans l'enceinte du bâtiment des clones. Mais les lieux ont été désertés.   | |                                                                                                   | |                       |
| 11 | Le distributeur | 自動販売機                                                                                        | Jidō Hanbaiki | 21 juin 2013          |
| La victoire de Mikoto est de courte durée : Misaka 10031 apparaît bientôt pour lui révéler que le Projet clones est toujours d'actualité.                                  | |                                                                                                   | |                       |
| 12 | Le Tree Diagram | 樹形図の設計者 (ツリーダイアグラム）                                                              | Tsurii Daiaguramu | 28 juin 2013          |
| Mikoto parvient à hacker le super-ordinateur du Projet clones mais celui-ci n'est plus en activité. Pendant ce temps, Misaka 10031 se prépare à affronter Accelerator.     | |                                                                                                   | |                       |
| 13 | Accelerator | 一方通行 (アクセラレータ)                                                                         | Akuserarēta | 5 juillet 2013        |
| Misaka 10031 est tuée au cours de son combat contre Accelerator. Tōma trouve son corps sans vie et découvre la véritable nature des Sisters.                               | |                                                                                                   | |                       |
| 14 | La promesse | 約束                                                                                              | Yakusoku | 12 juillet 2013       |
| Mikoto est convaincue que le seul moyen de stopper le Projet clones est de se sacrifier, mais Tōma suggère une alternative risquée.                                        | |                                                                                                   | |                       |
| 15 | Tōma Kamijo | 最弱 (かみじょうとうま)                                                                           | Kamijō Tōma | 19 juillet 2013       |
| Pendant que Tōma parvient à faire barrage à Accelerator malgré la disparité de leurs pouvoirs, Mikoto rallie les autres Sisters au combat.                                 | |                                                                                                   | |                       |
| 16 | L'avenir des Sisters | 姉妹                                                                                              | Shimai | 26 juillet 2013       |
| La bataille finale contre Accelerator a un dénouement inattendu qui signe l'arrêt du Projet clones. Mikoto s'interroge sur l'avenir des Sisters.                           | |                                                                                                   | |                       |
| 17 | Groupe d'étude | 勉強会                                                                                            | Benkyō-kai | 2 août 2013           |
| Mikoto trouve une excuse pour ses absences répétées à l'école et apprend que la durée de vie des Sisters va être rallongée.                                                | |                                                                                                   | |                       |
| Special | Le jour après la fin des vacances d'été, Mikoto rencontre une certaine fille. Ceci raconte l'histoire d'une fille qui possède ce que l'on appelle une voix miraculeuse | 夏休みが終わったある日、美琴はとある少女と出遭う。 これは奇蹟の歌声を持つと呼ばれる彼女との物語。 | Natsuyasumi ga Owatta Aru Hi, Mikoto wa Toaru Shōjo to Deau. Kore wa Kiseki no Utagoe o Motsu to Yobareru Kanojo to no Monogatari. | 9 août 2013           |
| 18 | Un déménagement | お引越し                                                                                          | O Hikkoshi | 16 août 2013          |
| Mikoto et sa bande rendent visite à Banri à sa sortie d'hôpital. Kuroko et Kazari se préparent à encadrer la sécurité de l'exposition annuelle des travaux de recherche.   | |                                                                                                   | |                       |
| 19 | L'assemblée de recherches académiques | 学園都市研究発表会                                                                                | Gakuentoshi Kenkyū Happyōkai | 23 août 2013          |
| La bande prend sur elle de protéger une mystérieuse orpheline aux cheveux blancs nommée Febri, qui semble connaître Mikoto et s'attache à Ruiko.                           | |                                                                                                   | |                       |
| 20 | Febri | フェブリ                                                                                          | Feburi | 30 août 2013          |
| Alors qu'elles rentrent des bains publics, Mikoto et ses amies sont attaquées par un robot qui cesse subitement de fonctionner lorsqu'il s'approche de Febri.              | |                                                                                                   | |                       |
| 21 | Ténèbres | 闇                                                                                                | Yami | 6 septembre 2013      |
| Mikoto révèle le secret de Febri à ses amies, lesquelles acceptent de l'aider à enquêter sur les origines de la fillette et à la protéger.                                 | |                                                                                                   | |                       |
| 22 | STUDY |                                                                                                   | STUDY | 13 septembre 2013     |
| Mikoto retrouve l'usine et le savant génial qui ont donné naissance à Febri. Elle se retrouve face à face avec une ancienne alliée passée du côté de l'ennemi.             | |                                                                                                   | |                       |
| 23 | L'aube de la révolution (Fête silencieuse) | 革命未明 (Silent Party)                                                                           | Kakumei Mimei | 20 septembre 2013     |
| Mikoto apprend qu'après sa capture, Shinobu a été enrôlée de force dans une conspiration destinée à lever une armée d'espers pour prendre d'assaut l'exposition annuelle.  | |                                                                                                   | |                       |
| 24 | Fête éternelle |                                                                                                   | Eternal Party | 27 septembre 2013     |
| Judgment et Kuroko font face à l'armée de robots tandis que Mikoto et Febri cherchent à débusquer Aritomi de son repaire secret avant qu'il ne soit trop tard.             | |                                                                                                   | |                       |

### Saison 3:A Certain Scientific Railgun T(2020)
| No | Titre français                         | Titre japonais                         | Titre japonais                                                  | Date de 1re diffusion |
| No | Titre français                         | Kanji                                  | Rōmaji                                                          | Date de 1re diffusion |
| --- | -------------------------------------- | -------------------------------------- | --------------------------------------------------------------- | --------------------- |
| 01 | Esper Niveau 5                         | エスパーレベル5                        | Esupāreberu 5                                                   | 10 janvier 2020       |
| La Cité académique organise une semaine sportive diffusée dans le monde entier. Pour le prestige de la Cité, un comité doit absolument persuader deux des 7 Niveaux 5 de faire le discours d'ouverture. Mikoto Misaka semble donc être l'esper idéal. |                                        |                                        |                                                                 |                       |
| 02 | La rencontre sportive                  | 大覇星祭                               | Daihaseisai                                                     | 17 janvier 2020       |
| Au sein de la Cité académique, la rencontre sportive de 7 jours est enfin lancée. Si des groupes clandestins semblent préparer quelque chose, les premières épreuves se passent pour le moment dans la plus grande convivialité. Misaka fait donc équipe avec Kongô lors d'une course à trois jambes plutôt mouvementée. |                                        |                                        |                                                                 |                       |
| 03 | La chasse au ballon                    | バルーンハンター                       | Barūn hanta                                                     | 24 janvier 2020       |
| C'est le début d'une nouvelle épreuve opposant Tokiwadai, un des grands favoris, à une école aux espers moins puissants. Mais cette fois-ci, Misaka a été remplacée par son clone par mégarde. Au vu de ce qui se trame derrière cette rencontre, et si c'était une chance inespérée ? |                                        |                                        |                                                                 |                       |
| 04 | Falsification                          | 改竄                                   | Kaizan                                                          | 31 janvier 2020       |
| Mikoto se remet des prouesses de son clone en passant du bon temps avec ses amies de Judgement. C'est en s'entêtant à trouver ce légendaire Shadow Metal que la situation va commencer à se corser. |                                        |                                        |                                                                 |                       |
| 05 | Confiance                              | 信頼                                   | Shinrai                                                         | 7 février 2020        |
| À la suite de la disparition de son clone, Mikoto comprend rapidement que Shokuhô prépare quelque chose à son encontre. En effet, même ses amies les plus proches, Kuroko, Saten et Uiharu semblent l'avoir oubliée. Pour pouvoir s'en sortir, elle va devoir probablement accorder sa confiance à quelqu'un d'autre. |                                        |                                        |                                                                 |                       |
| 06 | Ouverture des hostilités               | 開戦                                   | Kaisen                                                          | 14 février 2020       |
| Mitsuko Kongô, qui n'a pas eu la mémoire altérée, décide de partir à la recherche du clone de Misaka, mais se retrouve nez-à-nez avec Baba qui, avec ses robots, va rapidement la mettre mal en point. C'est donc au tour de ses amies, Awatsuki et Wannai, d'entrer en scène. |                                        |                                        |                                                                 |                       |
| 07 | La vision est plus fiable que l'ouïe   | 見ることは聞くことより信じるに値する   | Auribus oculi fideliores sunt.                                  | 28 février 2020       |
| Après un combat effréné entre Baba et les camarades de Misaka, cette dernière se retrouve nez-à-nez avec l'opposant qui était persuadé d'avoir capturé la véritable Mikoto Misaka. Mais manque de chance, le dernier indice pour retrouver le clone de Misaka s'enfuit après le combat inégal contre Railgun. Les pistes se referment alors sur les souvenirs du chat du clone qui devraient pouvoir être analysés par psychométrie. |                                        |                                        |                                                                 |                       |
| 08 | Railgun x Mental Out                   | 超電磁砲 × 心理掌握                    | Rērugan × Mentaru Auto                                          | 20 mars 2020          |
| Entre le site camouflé découvert par Uiharu et les souvenirs du chat, l'affaire se referme autour de Shokuhô, la manipulatrice des mémoires. Cette dernière semble détenir la clé du kidnapping du clone de Mikasa : des explications entre les deux Niveaux 5 s'imposent. |                                        |                                        |                                                                 |                       |
| 09 | Mitori Kôzaku                          | 警策看取                               | Kōzaku Mitori                                                   | 27 mars 2020          |
| Gensei Kihara semble être la cible commune à abattre pour Shokuhô et Misaka, mais impossible pour elles de collaborer pour infiltrer le lieu sous haute surveillance où il semble censé se rendre. En parallèle, Saten, Uiharu et Shirai poursuivent leurs recherches sur leur assaillante maîtrisant le métal liquide, une certaine Mitori Kôzaku.                                                                                  |                                        |                                        |                                                                 |                       |
| 10 | L'atelier des talents – Le clone Dolly | 才人工房                               | Kurōn Dorī                                                      | 3 avril 2020          |
| À la suite du fiasco pour retrouver Gensei Kihara, Misaki Shokuhô et Mikoto Misaka se redirigent à toute vitesse vers le bâtiment de prédilection de Shokuhô qui serait visé par l'équipe du professeur. Ce bâtiment semble renfermer une arme redoutable en lien avec la capacité Mental Out de Shokuhô. |                                        |                                        |                                                                 |                       |
| 11 | Participation à la bataille            | 参戦                                   | Sansen                                                          | 10 avril 2020         |
| Le véritable objectif de Gensei Kihara et de son acolyte Mitori Kôzaku était de déployer le réseau Misaka pour déclencher un développement brutal de Mikoto Misaka vers le niveau 6. Sa puissance décuplée, Misaka est semble-t-il manipulée et attaque à tout va. Shokuhô prend alors les devants et va faire participer différents proches de Misaka pour faire avancer la bataille.                                               |                                        |                                        |                                                                 |                       |
| 12 | Exterior                               | 外装代脳                               | Ekusuteria                                                      | 17 avril 2020         |
| Tandis que Sogiita et Tôma essaient de freiner la transformation de Misaka, Shirai essaie de coincer Mitori Kôzaku, et Shokuhô, le fameux Gensei Kihara. Mais ce dernier semble déterminé à récupérer les pleins pouvoirs sur Exterior, quitte à braver tous les pièges de Shokuhô. |                                        |                                        |                                                                 |                       |
| 13 | System                                 | 神ならぬ身にて天上の意志に辿り着くもの | SYSTEM (Kami Naranu Mi ni te Tenjō no Ishi ni Tadoritsuku Mono) | 1er mai 2020          |
| Shokuhô a perdu son combat stratégique contre Kihara, pendant que Shirai met tout en œuvre pour découvrir où se cache Mitori Kôzaku. En effet, cette dernière contrôlant Misaka, la neutraliser permettrait de ramener Misaka dans son état normal. Arrivera-t-elle au bout de l'antagoniste au pantin de métal ? |                                        |                                        |                                                                 |                       |
| 14 | Dragon Strike                          | 竜王の顎                               | Doragon sutoraiku                                               | 15 mai 2020           |
| Shokuhô et Shirai étant ressorties vainqueurs de leurs affrontements, Misaka semble voir sa transformation se calmer. Mais son pouvoir devenant incontrôlable, Tôma tient encore à intervenir grâce à son Imagine Breaker pour renverser le sort. |                                        |                                        |                                                                 |                       |
| 15 | Promesse                               | やくそく                               | Yaku soku                                                       | 22 mai 2020           |
| Agonisante, Mitori Kôzaku se remémore cette douce époque avec le clone Dolly et ce qui a conduit à leur séparation. Misaki Shokuhô, qui avait donc côtoyé le clone après le départ de Mitori, approche donc la jeune femme avec une idée claire en tête. |                                        |                                        |                                                                 |                       |
| 16 | Dream Ranker                           | 天賦夢路                               | Dorīmu Rankā                                                    | 24 juillet 2020       |
| La rencontre sportive terminée, tout rentre à peu près dans l'ordre, bien que Misaki et Misaka n'arrivent toujours pas à s'entendre. Judgement reprend du service sur des tendances discrètes de la Cité, notamment l'apparition d'une application qui semble prévenir des incidents à l'avance. Quant à Misaka, elle teste le poker indien qui permettrait de vivre le songe de quelqu'un d'autre.                                  |                                        |                                        |                                                                 |                       |
| 17 | Précognition                           | 予知                                   | Yochi                                                           | 31 juillet 2020       |
| La branche 177 de Judgement se concentre sur la capacité de Miyama, le jeune garçon prévoyant des incidents à proximité de lui via une application. Kuroko aurait la capacité de pouvoir empêcher ces accidents d'avoir lieu, mais à force de faire des prédictions, le jeune Miyama commence à accuser le coup et à se poser de multiples questions.                                                                                |                                        |                                        |                                                                 |                       |
| 18 | Développeur de poitrine                | 巨乳御手                               | Basuto appā                                                     | 7 août 2020           |
| Le poker indien continue de faire fureur à la Cité académique, et permet même d'acquérir des connaissances et des techniques en une seule nuit. Kinuhata et Mikoto, aux physiques similaires, croisent un même vendeur de cartes de poker indien qui leur promet une carte qui les aiderait à développer une meilleure poitrine… |                                        |                                        |                                                                 |                       |
| 19 | Hasard                                 | 奇縁                                   | Kien                                                            | 14 août 2020          |
| Saten poursuit sa recherche de cartes de poker indien insolites, qui lui apprennent des compétences précises liées au jonglage pas foncièrement utiles. Cette recherche anodine va lui faire croiser la route de Frenda, une membre de Item obnubilée par les maquereaux, et celle d'un autre groupe mystérieux cherchant à exploiter le poker indien.                                                                               |                                        |                                        |                                                                 |                       |
| 20 | Hat det bra                            |                                        | Ha det bra                                                      | 21 août 2020          |
| Traquée par le groupe School, Saten est protégée par sa récente connaissance, Frenda, membre du groupe Item. Mais voilà que les deux jeunes filles, pourtant motivées à déguster leur maquereau favori, sont prises en embuscade par une chasseuse de School qu'elles n'arrivent pas à identifier. Démarre alors une chasse au milieu d'une foule dubitative.                                                                        |                                        |                                        |                                                                 |                       |
| 21 | Doppelgänger                           | ドッペルゲンガー                       | Dopperugengā                                                    | 28 août 2020          |
| Misaki Shokuhô approche de nouveau Misaka pour une affaire liée au poker indien. Son enquête la conduit à s'intéresser à Ryôko Kuriba, une jeune fille qui aurait fait l'objet d'expériences cybernétiques dans un centre de recherche. |                                        |                                        |                                                                 |                       |
| 22 | Scavengers                             | 屍喰部隊                               | Sukabenjā                                                       | 4 septembre 2020      |
| Shokuhô et Misaka approchent Ryôko Kuriba pour en apprendre plus sur l'expérience cybernétique qu'elle aurait réalisé sur son propre corps, de peur qu'un nouveau drame similaire aux Sisters se reproduise. Mais c'était sans compter l'intervention du quatuor des Scavengers, qui auraient pour mission de neutraliser le cyborg doté d'une âme.                                                                                  |                                        |                                        |                                                                 |                       |
| 23 | Possession                             | 憑依                                   | Hyōi                                                            | 11 septembre 2020     |
| Les Scavengers ont finalement pour mission de ramener le cyborg à un point donné, mais le combat est totalement inégal à cause de la capacité de possession de matière de Doppelgänger. Traumatisées par leur combat contre Accelerator, elles vont finalement croiser la route de Mikoto Misaka et tenter d'obtenir son aide pour affronter le cyborg et mener à bien leur mission.                                                 |                                        |                                        |                                                                 |                       |
| 24 | Dispersion                             | 拡散                                   | Kakusan                                                         | 18 septembre 2020     |
| Misaka collabore avec les Scavengers pour arrêter Doppelgänger, le cyborg bien décidé à prendre sa revanche sur les humains. Un combat titanesque s'engage entre le cyborg capable de manipuler la matière, et le Niveau 5 Railgun. Et si Ryôko Kuriba, la scientifique à l'origine de cette âme perdue, avait un rôle à jouer ? |                                        |                                        |                                                                 |                       |
| 25 | Des amies précieuses                   | 私の、大切な友達                       | Watashi no, Taisetsu na Tomodachi                               | 25 septembre 2020     |
| Lors de son combat contre Doppelgänger, Misaka découvre le réel objectif du cyborg. Son rôle est donc de l'aider à accomplir ses dernières volontés et conclure sur le devenir des expériences menées par Kuriba pour sauver sa mère. |                                        |                                        |                                                                 |                       |

### Épisodes spéciaux
| No        | Titre anglais                                                 | Titre japonais                             | Titre japonais                                       | Date de 1re diffusion |
| No        | Titre anglais                                                 | Kanji                                      | Rōmaji                                               | Date de 1re diffusion |
| --------- | ------------------------------------------------------------- | ------------------------------------------ | ---------------------------------------------------- | --------------------- |
| Spécial 1 | MMR: Much More Railgun                                        | MMR: もっとまるっと超電磁砲                | MMR: Motto Marutto Rērugan                           | 7 février 2010        |
| Spécial 2 | MMR: Much More Railgun II                                     | MMR: もっとまるっと超電磁砲II              | MMR: Motto Marutto Rērugan II                        | 28 mai 2010           |
| Bonus     | Being a Photo Shoot Model Under the Sun Isn't Easy, You Know. | 炎天下の撮影モデルも楽じゃありませんわね。 | Entenka no Satsuei Moderu mo Raku Ja Arimasen wa ne. | 24 juillet 2010       |
| Spécial 3 | MMR: Much More Railgun III                                    | MMR: もっとまるっと超電磁砲III             | MMR: Motto Marutto Rērugan III                       | 24 juillet 2013       |
| Spécial 4 | MMR: Much More Railgun IV                                     | MMR: もっとまるっと超電磁砲IV              | MMR: Motto Marutto Rērugan IV                        | 27 novembre 2013      |
| Spécial 5 | MMR: Much More Railgun V                                      | MMR: もっとまるっと超電磁砲V               | MMR: Motto Marutto Rērugan V                         | 30 avril 2020         |

## A Certain Scientific Accelerator

### Saison 1 (2019)
| No | Titre français                                  | Titre japonais     | Titre japonais                 | Date de 1re diffusion |
| No | Titre français                                  | Kanji              | Rōmaji                         | Date de 1re diffusion |
| --- | ----------------------------------------------- | ------------------ | ------------------------------ | --------------------- |
| 01 | Accelerator, l'esper nº 1 de la Cité académique | 学園都市最強能力者 | Gakuen Toshi Saikyō Nōryokusha | 12 juillet 2019       |
| Accelerator, l'un des sept Niveaux 5, les espers les plus forts de la Cité académique, est en pleine convalescence et semble avoir gardé des séquelles de sa dernière confrontation. Une nouvelle organisation semble vouloir en découdre avec lui et prépare des moyens pour le vaincre.                                                          |                                                 |                    |                                |                       |
| 02 | Necromancer                                     | 死霊術師           | Shiryōjutsushi                 | 19 juillet 2019       |
| Une jeune fille esper tente de se suicider, mais semble recueillie par les Anti-Skill. Accelerator, toujours à l'hôpital, fait la rencontre de cette brigade Anti-Skill pour le moins étrange… |                                                 |                    |                                |                       |
| 03 | Numbers – La marque des quatre périls           | 四凶の符           | Yon Kyō no Fu                  | 26 juillet 2019       |
| À la suite de sa rencontre avec Esther, Accelerator décide de fourrer son nez dans les affaires de la mystérieuse organisation « DA » qui en voudrait potentiellement à Last Order. Mais pour le moment, l'intérêt du groupe semble résider dans la pratique de la nécromancie pour faire régner la justice, capacité venant semble-t-il d'Esther. |                                                 |                    |                                |                       |
| 04 | Third number – Âme fictive, kato                | 擬似魂魄・禍斗     | Giji Konpaku Wazawai to        | 2 août 2019           |
| Esther se rend vite compte que DA, l'organisation se faisant passer pour Anti-Skill, cherche à éliminer le corps de Hasami. Qui tire donc les ficelles de ce groupe clandestin qui commence de plus en plus à se faire remarquer ? |                                                 |                    |                                |                       |
| 05 | DA – Les ténèbres de la milice                  | 警備員の闇         | Keibīn no Yami                 | 9 août 2019           |
| 10 046 s'est fait kidnapper par Disciplinary Action, ce groupe clandestin rassemblant tous les mauvais éléments d'Anti-Skill. Tandis qu'un membre du Comité veut en finir avec DA, Accelerator se remet doucement de sa confrontation avec ces derniers…                                                                                           |                                                 |                    |                                |                       |
| 06 | Scavengers – La troupe de charognards           | 屍喰部隊           | Kabane Tai                     | 16 août 2019          |
| Esther et Kato continuent de protéger 10 046 et Yomikawa, membre des Anti-Skill. Mais elles se retrouvent face à 4 jeunes filles un peu particulières dont l'objectif semble dissocié de celui de DA. Pourquoi ces Scavengers tiennent tant à repartir avec 10 046 ?                                                                               |                                                 |                    |                                |                       |
| 07 | Download – Limite de temps                      | 制限時間           | Seigen Jikan                   | 23 août 2019          |
| Accelerator arrive par surprise dans cette lutte opposant Anti-Skill à DA, et parvient à vaincre aisément les Scavengers. Au milieu de ce chaos, le clone de Misaka est convoité par Hishigata, ce fameux utilisateur de la nécromancie d'Esther.                                                                                                  |                                                 |                    |                                |                       |
| 08 | Friend – Hirumi                                 | 蛭魅               | Hiru mi                        | 30 août 2019          |
| Retour dans le passé d'Esther : comment a-t-elle rencontré Hishigata et pour quelles raisons l'a-t-elle aidé dans ses recherches scientifiques douteuses ? |                                                 |                    |                                |                       |
| 09 | Memory of death – Les 10 031 morts              | 10031回の死        | 10031 kai no shi               | 6 septembre 2019      |
| Accelerator poursuit sa confrontation face aux « mechas » décuplant les pouvoirs des espers de niveau bien inférieur. Hishigata profite de son otage pour essayer d'extirper les données utiles à l'achèvement de son projet : que sa défunte sœur, Hirumi, atteigne le niveau 6.                                                                  |                                                 |                    |                                |                       |
| 10 | Catastrophe – L'éveil                           | 目覚め             | Mezame                         | 13 septembre 2019     |
| Esther échoue : Hirumi, actuellement possédée l'âme de Tao Wu, devient un Niveau 6 dans le chaos général. De quoi déstabiliser Accelerator, Anti-Skill, et les rescapés de DA. Esther va tenter une fois de plus de persuader Hishigata que l'âme de sa sœur n'est plus de ce monde, et que la nécromancie n'apporte rien de bon.                  |                                                 |                    |                                |                       |
| 11 | Perfect golem – L'être parfait                  | 完全体             | Kan zentaï                     | 20 septembre 2019     |
| Hirumi, en phase de passer au niveau 6, est en fait possédée par Tao Wu et un ancêtre d'Esther, désirant à tout prix exaucer le vœu de la famille Rosenthal. Tiraillée, mais poussée par Accelerator, Esther doit faire un choix : maudire sa propre arrivée à la Cité, ou réparer ses erreurs et stopper ce golem en pleine croissance.           |                                                 |                    |                                |                       |
| 12 | Ce qui doit être protégé                        | まもるべきもの     | Mamorubeki mono                | 27 septembre 2019     |
| Isaku, l’ancêtre d’Esther, a pris possession du corps de Hirumi qui s’étend à perte de vue. Accompagnée d’Accelerator, Esther parvient à atteindre le noyau où se trouve Isaku. Mais comment vaincre cette créature de niveau 6 désormais l’égal d’un dieu ?                                                                                       |                                                 |                    |                                |                       |